# Бирюкович Петро Вікторович
Бирюкович Петро Вікторович (нар. 17 (30) червня 1909, Капустинці, Гадяцький повіт, Полтавська губернія, Російська імперія — 28 червня 1985, Київ, УРСР, СРСР) — український, російський психіатр. Доктор медичних наук (1961), професор (1966). Учасник німецько-радянської війни.

## Життєпис
Народився в 1909 році в селі Капустинці Гадяцького повіту Полтавської губернії в українській, козацькій, робочо-християнській родині.
Після закінчення у 1936 році психоневрологічного факультету Харківського медичного інституту, Петро Вікторович вступив до аспірантури в Український психоневрологічний інститут. Керівником дисертації та учителем Петра Вікторовича став видатний психіатр і патофізіолог, академік В. П. Протопопов.
Після закінчення німецько-радянської війни Петро Вікторович працював в інституті клінічної фізіології ім. О. О. Богомольця АН УРСР спочатку науковим співробітником, а з 1957 року завідувачем відділом психіатрії і патології вищої нервової діяльності.

## Вибрані праці
- Патофізіологічна характеристика хворих на маніакально-депресивний психоз і шляхи профілактики його приступів. К., 1958;
- О патологии высшей нервной деятельности маниакального состояния // Физиология и патология высшей нерв. деятельности. К., 1967;
- Эндокринные нарушения при эндогенных психозах. К., 1969 (співавт.);
- Проблеми патофізіології психозів // ФЖ. 1969. Т. 15, № 2;
- К патофизиологии дефекта при некоторых психических заболеваниях // Проблемы психиатрии. К., 1970;
- Циркулярная депрессия (патологическая характеристика). К., 1979 (співавт.).